# Sayward
Sayward es un pueblo canadiense situado en la provincia de Columbia Británica.

## Superficie
Sayward tiene una superficie de 4,44 km².

## Demografía
En 2021, tenía 334 habitantes, una densidad poblacional de 75,2 hab./km², y 182 viviendas.